# Pour toi Arménie
Pour toi Arménie est une chanson caritative de 1989 écrite par Charles Aznavour et composée par Georges Garvarentz, regroupant plusieurs chanteurs, personnalités de la télévision et comédiens français de l'époque. La chanson fut écrite en solidarité avec l'Arménie qui avait vécu un important tremblement de terre le 7 décembre 1988. Les sommes récoltées ont permis de financer une fondation de solidarité. 

## Contexte
Le 7 décembre 1988, la région de Spitak, alors en Arménie soviétique, est frappée par un séisme de 6,9 sur l'échelle de Richter. Le pouvoir soviétique de l'époque étant complètement dépassé par les événements, ce sont des secouristes du monde entier qui affluent en Arménie.
Charles Aznavour rend un grand hommage au pays de ses origines parentales et ancestrales en écrivant la chanson. La musique étant de Georges Garvarentz. Il parvient à convaincre un grand panel de personnalités françaises de chanter sa chanson.
Au même moment, au Royaume-Uni, le collectif d'artistes Life Aid Armenia reprend la chanson de Marvin Gaye, What's Going On et ensuite c'est à l'ensemble de musiciens Rock Aid Armenia qui reprend la chanson du groupe Deep Purple, Smoke on the Water.

## Interprètes
Les noms des interprètes figurent sur la pochette par ordre alphabétique.
- Adamo
- Serge Avédikian
- Marcel Amont
- Animo
- Rosy Armen
- Charles Aznavour
- Katia Aznavour
- Didier Barbelivien
- Phil Barney
- Gilbert Bécaud
- Jane Birkin
- Gérard Blanc
- Richard Bohringer
- Zaniboni
- Carlos
- Jean Carmet
- Jean-Pierre Cassel
- Alain Chamfort
- Frédéric Château
- Louis Chedid
- Julien Clerc
- Nicole Croisille
- Dallas
- David et Jonathan
- Michel Delpech
- Sacha Distel
- Dorothée
- Michel Drucker
- Yves Duteil
- Elsa Lunghini
- Jean-Pierre Foucault
- Roland Giraud
- Richard Gotainer
- Félix Gray
- Serge Guirao
- Johnny Hallyday
- Robert Hossein
- Images
- Jaïro
- Véronique Jannot
- Patricia Kaas
- Kimera
- David Koven
- Gilles Lacoste
- Jean-Luc Lahaye
- Francis Lalanne
- Serge Lama
- Philippe Lavil
- Herbert Léonard
- Lio
- Marie Myriam
- Didier Marouani
- Mireille Mathieu
- Fred Mella
- Macha Méril
- Eddy Mitchell
- Pierre Mondy
- Gilbert Montagné
- Éric Morena
- Nana Mouskouri
- Georges Moustaki
- Thierry Mutin
- Nacash
- Nicoletta
- Florent Pagny
- Vanessa Paradis
- Popeck
- Jakie Quartz
- Rachid
- Serge Reggiani
- Renaud
- Line Renaud
- Pierre Richard
- Dick Rivers
- Patrick Sabatier
- Henri Salvador
- Michel Sardou
- Shushana
- Alain Souchon
- Linda de Suza
- Jean-Marc Thibault
- François Valéry
- Rosy Varte
- Hervé Vilard
- Marina Vlady
- Laurent Voulzy
- Jacques Weber

## Accueil commercial
Dès son lancement, le disque est un véritable succès, si bien que le 11 février 1989, il se classe, dès la première semaine de sa sortie, à la première place du  Top 50. Il reste 10 semaines en tête avant d'en sortir définitivement 18 semaines plus tard.
Charles Aznavour remercia beaucoup la population française de sa solidarité envers le pays de ses origines.
À noter que le disque sort deux fois avec les mêmes enregistrements (En face B : Ils sont tombés, chanson d'Aznavour seulement récitée par Robert Hossein et Rosy Varte) mais sous deux pochettes différentes. Le recto de la pochette reprenant le nom de toutes les vedettes ayant participé au disque (excepté Barbara), la première pochette comprenait des fautes d'orthographe (Comme « Véronique Jeannot » au lieu de « Véronique Jannot », ou encore « Fred Mela » au lieu de « Fred Mella » par exemple) qui ont été corrigées sur la seconde.

## Liste des titres
| 1. | Pour toi Arménie | 4:05 |
| 2. | Ils sont tombés  | 4:06 |

## Classements et certifications
| Classement (1989)         | Meilleure position |
| ------------------------- | ------------------ |
| Belgique (Music & Media)  | 3                  |
| Europe (European Hot 100) | 4                  |
| France (SNEP)             | 1                  |

| Classement (1989)         | Position |
| ------------------------- | -------- |
| Europe (European Hot 100) | 36       |
| France (SNEP)             | 2        |

### Certifications
| Région                         | Certification | Ventes/Streams |
| ------------------------------ | ------------- | -------------- |
| France (SNEP)                  | Platine       | 800 000*       |
| *Ventes selon la certification |               |                |

## Version italienne
Une version italienne de la chanson, avec les paroles d'Aznavour adaptées en italien par Andrea Lo Vecchio, a été enregistrée la même année sous le titre Per te Armenia dans les studios Fonit Cetra,. 
Outre Aznavour, Fabrizio De André, Gino Paoli, Gigliola Cinquetti, Mia Martini, Milva, Iva Zanicchi, Sergio Endrigo, Dori Ghezzi, Eugenio Finardi, Enzo Jannacci, Pierangelo Bertoli, Sabrina Salerno, Mietta, Orietta Berti, I Camaleonti, Mino Reitano, Nilla Pizzi, Gazebo, Tullio De Piscopo, Gianni Bella, Franco Simone, Scialpi, Dario Baldan Bembo, Antonella Ruggiero, Lara Saint Paul, Tony Dallara, Ricky Gianco, Mario Castelnuovo, Alberto Radius, Pino D'Angiò, Christian, Memo Remigi, Gianfranco Manfredi, Francesco Baccini, Cristiano Malgioglio, Stefano Rosso, Mimmo Cavallo, Gilda Giuliani, Vivien Vee, Gepy & Gepy, Massimo Boldi, Alessandra Mussolini, Lorella Cuccarini ont participé à la chanson,,. Comme la version française, la face B du single est une version narrée des paroles, interprétée ici par Vittorio Gassman,.

### Liste des titres
| 1. | Per te Armenia | 4:05 |
| 2. | Sono caduti    | 4:06 |